# Петров пост
Петро́в пост (Петро́вский пост, Апо́стольский пост, пост Пятидесятницы, Петровки, Петрово говение) — пост в Православной церкви, установленный в память о святых апостолах Петре и Павле, которые постились, готовя себя для проповеди Евангелия (Деян. 13:3). Начинается через неделю после Дня Святой Троицы, в понедельник, после девятого воскресенья по Пасхе (Пасха — первое воскресенье), а заканчивается 28 июня (11 июля), накануне Дня Петра и Павла, который отмечается 29 июня (12 июля). В этот день в православии воспевается «Петрова твёрдость и Павлов разум». Таким образом, в зависимости от даты празднования Пасхи может продолжаться от 8 до 42 дней.
Петров пост не является таким строгим, как Великий пост, церковный устав предписывает воздерживаться только от мясной и молочной пищи, а по средам и пятницам — также от рыбы. В субботу, воскресенье и храмовые праздники разрешается употребление вина.
Сам день праздника в честь святых апостолов Петра и Павла не является частью поста. Однако праздничный день, выпавший на среду или пятницу, также является постным. В этом случае лишь послабляется (по сравнению с уставной для среды и пятницы в период летнего «мясоеда») степень строгости поста: на трапезе позволяется употребление растительного масла и рыбы.

## История
Впервые упоминает о нём «Апостольское предание» святого Ипполита Римского (III век). Тогда этот пост никак не связывался с апостолами, а считался «компенсационным», то есть те, кто не смог поститься в Великий пост перед Пасхой, «да постятся по окончании праздничного ряда» (от Недели всех святых до Успения).
Согласно сочинению IX века «О трёх четыредесятницах» (авторство приписывается Анастасию Синаиту), в древности апостольский пост якобы простирался от первой недели по Пятидесятнице до праздника Успения. Лишь позже, «по немощи человеческой», из него был исключён месяц июль, и первая часть поста стала заканчиваться в праздник апостолов Петра и Павла 29 июня (12 июля), а вторая образовала Успенский пост, начинающийся 1 августа (14 августа).
Особенно Петров пост утвердился, когда в Константинополе и Риме были построены храмы во имя первоверховных апостолов Петра и Павла. Освящение константинопольского храма совершилось в день памяти апостолов 29  июня (12 июля), и с тех пор этот день стал особенно торжественным и на Востоке, и на Западе. В Православной церкви утвердилось приготовление благочестивых христиан к этому празднику постом и молитвой.

### На Руси
Первым источником, сообщающем об Апостольском посте на Руси, является «Устав белеческий» митрополита Киевского Георгия (вторая половина XI века), который предписывает практику, аналогичную современной:

В Петрово говейно все ни мяса ясти, ни доива отнюдь, а поклонов до земли сто на день, кроме суботы и недели и Осподских праздник и Богородицы и Иоанна Предтечи и 12 апостол… А упиватися не велю никомуже, но ясти и пити в меру, а к Богу молитися на всяк час, а в покаяньи и в чистоте всегда пребывати. В Петрово же говейно пост: в среду и пяток без варива и без питья одиною днем ясти, во вторник и в четверток и в суботу и в неделю рыбы дважды днем и питие.
Тот же источник сообщает о практике не вкушать мяса в течение недели Всех святых накануне Петровского поста. Эту практику Георгий осуждает, поскольку церковным уставом предполагается только один Мясопуст — накануне Великого поста:

Несть лепо подрьжати мясопусту другыих по пянтикостьи чрез письмена святая, един бо мясопуст уставихом.
По словам Евгения Голубинского, в греческой Церкви аналогичной практики не существовало, поэтому истоки её не ясны.
По мнению игумена Виталий (Уткина), Борис Рыбаков, неправильно поняв слова источника, посчитал, что осуждается не мясопуст, а собственно Петров пост. В этой связи им была высказана догадка, что Петров пост был якобы «неизвестен грекам» и является русским нововведением для борьбы с купальской обрядностью.

## В славянской традиции
В народной традиции канун поста называется: Всесвятское, Яишное, Качальное, Луговое, Крапивное, Русальское заговенье. Характерная особенность гуляний заговенья — это луговые гулянья. Типичными и известными до середины XX века обрядовыми играми лугового заговенья были хороводные игры с образами утушки луговой и её выводком, а также соловушки, которого красные девушки «на рученьках» выносили гулять из ворот на улицу. Сельское население Центральной и Южной России , включая Калужскую, Тульскую, Липецкую, Орловскую, Воронежскую, Белгородскую, Тамбовскую, Рязанскую, Пензенскую, Саратовскую, частично Нижегородскую области, отмечало заговенье на Петров пост в форме Русальского заговенья, а пост мог даже именоваться русальским постом.
По представлениям крестьян, тот, кто соблюдал Петров пост, мог надеяться на Божию помощь в трудах. По сравнению с Пасхальным постом, Петровский пост более мягкий. Русины Закарпатья считали, что Петров пост не строгий, потому что «святой Пётр тайком в это время ел сыр». Этнографам известны народные праздники с ночными гуляниями во время Петровского поста. По свидетельству польского хрониста М. Стрыйковского (1582 г.), крестьяне России и Литвы «вскоре после Проводной недели и вплоть до св. Иоанна Крестителя собираются большим числом на танцы, и там на месте танцев, взяв друг друга за руки, повторяют „ладо, ладо и ладо моя“».
После окончания Петрова поста начинался сенокос.

## Радкольское воскресенье
В традиционном календаре народов Карелии во время поста был праздник Радкольское воскресенье. Он проводился ежегодно в последнее воскресенье перед Ивановым днем 24 июня (7 июля) жителями сёл южного Заонежья. 
Накануне праздника жители, отмечавшие Радкольское воскресенье, приступали к изготовлению кабушей — поминального кушанья из сушёного творога и муки, скатаного между двумя ладонями. В изготовлении кабушей принимали участие девушки на выданье. Кабуши сушились в тени, а в Петров день их относили в церковь на помин душ умерших предков.
В день Радкольского воскресенья с утра народ ехал на лодках на остров Радколье, где устраивали гулянье. Гулянье проходило на ровной площадке в центральной части острова, где располагался крупный камень, привлекший особое внимание людей, называвших его «идол» или «радкольский бог» и каждый раз в ходе гуляний тщетно пытавшихся столкнуть его с обрыва в воду. Разъезжались люди по деревням с праздника уже ближе к вечеру, чтобы дома устроить застолье с постными пирогами и чаем.

## Пословицы и поговорки
- Петровка (Петровский пост) — голодовка, Спасовка (Успенский пост) — лакомка[19].
- «В Петровку мухи работают на панов, а в Спасовку на себя» (укр. В Петрівку мухи роблять на панів, а в Спасівку на себе)[20].
- «В Петровку надо липу драть на лыко, если поздней — кора высыхает» (бел. У Пятроўку трэба было ліпы драць на лыка, бо пазней ужо кара прысыхае)[21].
- Худое порося и в Петровки зябнет; дворянская кровь и в Петров день мёрзнет[22].